# Strøby Egede
Strøby Egede ist ein Ort auf der dänischen Insel Seeland. Er gehört zur Gemeinde Stevns in der Region Sjælland und hat 4984 Einwohner (Stand 1. Januar 2023). Strøby Egede zieht sich über mehrere Kilometer am Südufer der Køgebucht entlang und ist mittlerweile mit Strøby Ladeplads zusammengewachsen. Wenige Kilometer südlich liegt das eisenzeitliche Gräberfeld von Himlingeøje.

## Entwicklung der Einwohnerzahl
| Jahr             | Einwohner (Strøby Egede) | Einwohner (Strøby Ladeplads) |
| ---------------- | ------------------------ | ---------------------------- |
| 9. November 1970 | 1641                     |                              |
| 1. Januar 1976   | 2404                     |                              |
| 1. Januar 1981   | 2419                     |                              |
| 1. Januar 1986   | 2377                     |                              |
| 1. Januar 1990   | 2493                     |                              |
| 1. Januar 1996   | 2495                     | 773                          |
| 1. Januar 2000   | 2575                     | 899                          |
| 1. Januar 2004   | 2676                     | 851                          |
| 1. Januar 2008   | 3656                     | in Strøby Egede enthalten    |
| 1. Januar 2010   | 3822                     |                              |

## Verwaltungszugehörigkeit
- bis 31. März 1970: Landgemeinde Strøby, Præstø Amt
- 1. April 1970 bis 31. Dezember 2006: Vallø Kommune, Roskilde Amt
- seit 1. Januar 2007: Stevns Kommune, Region Sjælland